# Bernardo Guimarães
Bernardo Joaquim da Silva Guimarães (Ouro Preto, 15 août 1825 - Ouro Preto,10 mars 1884) était un poète et romancier brésilien. Il est l'auteur des célèbres romans A Escrava Isaura et O Seminarista. Il a également introduit dans la poésie brésilienne le bestialógico verso (traduit approximativement par « vers stupide »), des poèmes dont les vers sont absurdes, bien que métriques. Dans le cadre du bestialógico verso, il a écrit des poèmes érotiques, comme O Elixir ne Pajé  et A Origem ne Mênstruo . Un poème non-érotique, écrit en bestialógico verso est Eu Vi dos Polos o Gigante Alado. Il a été membre de l'Académie brésilienne des lettres.

## Biographie
Bernardo Joaquim da Silva Guimarães est né dans la ville d'Ouro Preto, dans le Minas Gerais, de Joaquim da Silva Guimarães (un poète) et Constança Beatriz de Oliveira Guimarães.
Il fait ses études à la Faculté de Droit de l'Université de São Paulo en 1847, et là, il se lie d'amitié avec les poètes Álvares de Azevedo et Aureliano Lessa. La même année, avec eux et d'autres auteurs, il fonde la Sociedade Epicureia et également prévu avec eux une collection de poésies intitulées As Três lires (en anglais : Les Trois Lyres).
En 1852, il devient juge dans la ville de Catalão, dans la province de Goiás, un poste qu'il occupe jusqu'en 1854. Il s'installe à Rio de Janeiro en 1858, et, l'année suivante, travaille comme critique littéraire au journal Atualidade. Il retourne à son poste de juge de Catalão en 1861, mais revient une fois de plus à Rio de Janeiro en 1864. En 1866, il devient professeur de rhétorique et de poétique à Ouro Preto. Il se marie en 1867. En 1873, il devient professeur de latin et de français dans la ville de Queluz, dans le Minas Gerais. Il est honoré par l'empereur Pierre II du Brésil en 1881. Bernardo meurt pauvre, à Ouro Preto, en 1884.
Parmi ses descendants les plus célèbres on peut citer José Armelim Bernardo Guimarães et Alphonsus de Guimaraens.

## Œuvres
- Cantos da Solidão (pt) (1852)
- Inspirações da Tarde (1858)
- O Ermitão de Muquém (pt) (1858)
- A Voz do Pajé (1860)
- O Elixir do Pajé (pt) (1860)
- Evocações (pt)(1865)
- Lendas e Romances (1871)
- O Garimpeiro (pt)(1872)
- Histórias da Província de Minas Gerais (pt) (1872)
- O Seminarista (pt) (1872)
- O Índio Afonso (1873)
- A Morte de Gonçalves Dias (1873)
- A Escrava Isaura (pt) (1875)
- Novas Poesias (1876)
- Maurício, ou; Os Paulistas em São João Del-Rei (1877)
- A Ilha Maldita (1879)
- O Pão de Ouro (1879)
- Rosaura, a Enjeitada (1883)
- Folhas de Outono (1883)
- O Bandido do Rio das Mortes (1904, posthume)

- (en) Cet article est partiellement ou en totalité issu de l’article de Wikipédia en anglais intitulé « Bernardo Guimarães » (voir la liste des auteurs).